# Anthony Mann
Anthony Mann, egentlig Emil Anton Bundmann, (født 30. juni 1906 i San Diego, Californien, USA, død 29. april 1967 i Berlin, Tyskland) var en amerikansk filminstruktør.
Mann teaterdebuterede i 1925 som skuespiller, og blev senere instruktør. Efter filminstruktørdebuten i 1942 blev han kendt for en række intense westernfilm, bl.a. Winchester '73 (1950) og The Naked Spur (Død eller levende, 1953), gerne med James Stewart i ledende roller. Senere lavede han de dyre El Cid (1961) og The Fall of the Roman Empire (Romerrigets fald, 1964).